# Atak rakietowy na Czasiw Jar
Atak rakietowy na Czasiw Jar – atak przeprowadzony przez wojska rosyjskie 9 lipca 2022 roku o godzinie 21:17 czasu lokalnego podczas inwazji Rosji na Ukrainę. Celem był pięciokondygnacyjny blok mieszkalny w Czasiwym Jarze; w wyniku uderzenia budynek częściowo zawalił się i całkowicie zniszczone zostały dwie klatki schodowe. Zginęło 48 osób zginęło, w tym do 38 żołnierzy, a 9 zostało rannych.

## Przebieg wydarzeń

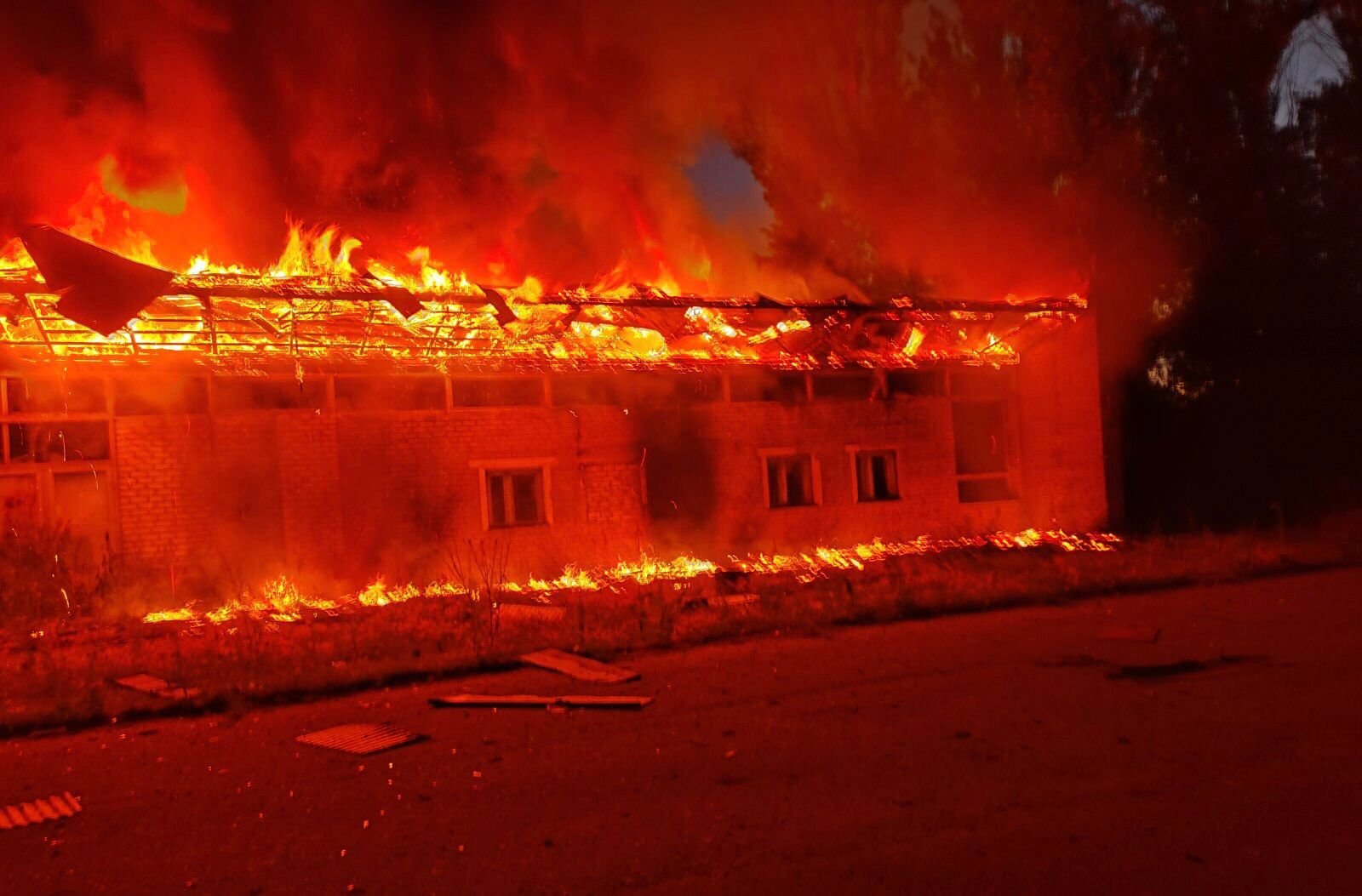
Stacja kolejowa w Czasiwym Jarze ostrzelana wcześniej tego samego dnia

Czasiw Jar liczy około 12 tys. mieszkańców, znajduje się w obwodzie donieckim, ok. 20 km na południowy wschód od Kramatorska i na zachód od miasta Bachmut, gdzie toczyły się wówczas zacięte walki między siłami ukraińskimi i rosyjskimi.
9 lipca 2022 roku ostrzał rosyjski zniszczył nad ranem budynek dworca kolejowego, a wieczorem został częściowo zniszczony pięciokondygnacyjny budynek. Atak przeprowadzono za pomocą systemu BM-27 Uragan, samobieżnej wyrzutni rakiet 220 mm zaprojektowanej w Związku Radzieckim (według innych źródeł użyto czterech rakiet balistycznych krótkiego zasięgu typu Iskander).
Według stanu na 10 lipca 67 ratowników pomagało ofiarom ataku. Według Ministerstwa Sytuacji Nadzwyczajnych Ukrainy pod gruzami mogło znajdować się ponad 20 osób. Łącznie w rozbiórce gruzu brało udział ponad 323 pracowników DSNS i dziewięć maszyn budowlanych, w tym dwa dźwigi samojezdne, dwie ładowarki i równiarka samojezdna. Na miejscu były również dwie karetki.

## Ofiary
Według Państwowej Służby Ukrainy ds. Sytuacji Nadzwyczajnych 11 lipca pod gruzami budynku znaleziono 31 zabitych, a dziewięć osób rannych uratowano. Oczyszczono i zdemontowano ok. 170 ton zniszczonych elementów budowlanych (65% gruzu). Do 12 lipca 2022 roku ratownicy wydobyli spod gruzów 47 martwych ciał, w tym 9-letniego chłopca. Dziewięć osób uratowano oraz rozebrano i oczyszczono 320 ton zniszczonych elementów. 14 lipca 2022 wiceszef Kancelarii Prezydenta Kyryło Tymoszenko oficjalnie potwierdził, że w wyniku ataku zginęło 48 osób, a podczas akcji poszukiwawczo-ratunkowej przerzucono 525 ton gruzu z zawalonego budynku.
Lokalny mieszkaniec podczas wywiadu dla „The New York Times” powiedział, że w budynkach przebywało 10 starszych osób cywilnych i dwa dni wcześniej przybyli tam wojskowi, stąd wśród zabitych było dwóch żołnierzy, którzy prawdopodobnie na zmianę spali w budynku po służbie. Według ukraińskich mediów co najmniej 11 ofiar to żołnierze pochodzący z obwodu tarnopolskiego. Inne źródła podawały, że co najmniej 37 ofiar to żołnierze z obwodu tarnopolskiego. W bazie UA Losses odnotowano dane 38 żołnierzy ukraińskich zabitych w tym ataku, w stopniu od szeregowca do majora.

## Reakcje
- Prezydent Wołodymyr Zełenski nazwał atak rakietowy na Czasiw Jar „jednym z najbardziej brutalnych rosyjskich uderzeń podczas całej wojny”[24] i oświadczył, że: „Każdy, kto wydaje rozkazy takich ostrzałów, i każdy, kto dokonuje ataków na zwykłe miasta, dzielnice mieszkalne, zabija całkowicie świadomie. Po takich ostrzałach nie będą mogli powiedzieć, że czegoś nie wiedzieli czy nie zrozumieli”[25]. Szef Kancelarii Prezydenta Andrij Jermak stwierdził, że nalot był „kolejnym atakiem terrorystycznym” i że w rezultacie Rosja powinna zostać uznana „państwowym sponsorem terroryzmu”[26]. Według szefa władz obwodu donieckiego Pawła Kyryłenki atak był zbrodnią wojenną ze strony Rosjan[27].
- Ministerstwo Obrony Federacji Rosyjskiej podało, że zniszczono „hangar z amerykańskimi haubicami 155 mm M777 i 30 ukraińskimi bojownikami” za pomocą „broni o wysokiej precyzji”[11]. Rzecznik rosyjskiego wojska, generał Igor Konaszenkow stwierdził, że Rosja zniszczyła bazę 118. Oddzielnej Brygady Obrony Terytorialnej, liczącej ponad 300 żołnierzy[28][29].
- Koordynator pomocy humanitarnej ONZ dla Ukrainy, Sebastian Rodes Stampa potępił rosyjski „atak na ludność cywilną” w Czasiwym Jarze[30].